# Chris Scarre
Chris Scarre er en central person i litteraturen inden for områderne arkæologi og oldtiden. Han tog sin ph.d-grad ved Cambridge University. Fra 1984 til 1988 var han redaktør på Past Worlds: The Times Atlas and Archeology (1988) og udførte efterfølgende en lignende rolle for Timelines of the Ancient World (1993). Han var redaktør for The Seventy Wonders of the Ancient World (1999). Han er også forfatter til Chronicle of the Roman Emperors: The reign by reign record of the rulers of Imperial Rome, som blev udgivet i 1995 og gentrykt 2004.
Nu arbejder han for det arkæologiske institut ved Durham University.